# Eddy Caekelberghs
Eddy Caekelberghs, né le 23 février 1961, est un journaliste belge diplômé en sciences politiques et relations internationales. Il est l'animateur, le fondateur et le présentateur de l’émission radiophonique quotidienne de débats de société, de cultures et d’actualités « Face à l’Info » sur la Radio-télévision belge de la Communauté française (RTBF), où il est également secrétaire de rédaction. Ayant de nombreuses activités en tant que modérateur de débat, il est également franc-maçon.  

## Biographie

### Études et université libre de Bruxelles
En 1973, Eddy Caekelberghs entre à l'Athénée communal Fernand Blum, établissement scolaire bruxellois construit au début du XXe siècle. Il y réalisa ses secondaires et en fut diplômé six ans plus tard, en 1979. La même année, il s'inscrit à l'Université libre de Bruxelles et entame une formation en sciences politiques et relations internationales ainsi qu'une maîtrise en politique européenne. Il effectue cette dernière dans le cadre de l'Institut d’études européennes. Fondé en 1963, il est l'un des plus prestigieux et anciens instituts de recherche et d'enseignement sur la construction européenne[réf. nécessaire]. 
Caekelberghs est président de l'Union des anciens étudiants (UAE),, il est également modérateur autour de nombreux débats de questions sociétales : autour de l'Europe, de la liberté d'expression, du multiculturalisme, de l'émancipation, lors de la remise des prix de Schola ULB.

### Journaliste à la RTBF
Entré sur concours à la RTBF en 1989, il y a successivement travaillé aux informations régionales, au mensuel « Euro3 », à la couverture de la politique institutionnelle européenne au journal télévisé, a co-créé les émissions « Midi Première », « Restez en Ligne » et « Débats »[réf. nécessaire].   
En 1997, il fonde l'émission radiophonique quotidienne « Face à l’Info ».  Eddy Caekelberghs retrace quotidiennement les enjeux, les stratégies, les fondements des faits et tendances de l’actualité. L'émission compte plus de 3000 éditions et plusieurs milliers d’invités à son actif. La prise de temps d'explication et la mise en perspective caractérisent « Face à l’Info ».
Depuis plusieurs années déjà, Eddy Caekelberghs réalise et anime plusieurs débats thématiques de la Foire du livre de Bruxelles, s’inscrivant ainsi dans la continuité d’entretiens d’auteurs qui maillent, régulièrement, son émission. Eddy Caekelberghs est titulaire du Prix Ex-Libris 2000[réf. nécessaire].

### Parcours maçonnique
Eddy Caekelberghs est membre de la loge provinciale Les Degrés du Temple, numéro 99 du Grand Orient de Belgique, fondée en 1989 et située à Jodoigne. 
Le journaliste contribue également au mensuel français Franc-maçonnerie magazine. 
En 2012, il est le premier grand maître adjoint du Grand Orient de Belgique, obédience maçonnique qui compte une dizaine de milliers de membres.